# Muzej v Lahoreju
Muzej v Lahoreju (pandžabsko لہور عجائب گھار‎, latinizirano: Là(h)or Ajāib Ghār; urdujsko عجائب گھر لاہور‎, latinizirano: Ajā'ib Ghar Lāhōr; dob. »Lahore Wonder House«) je muzej v Lahoreju v Pandžabu v Pakistanu. Muzej v Lahoreju, ustanovljen leta 1865 na manjši lokaciji in odprt leta 1894 na svoji trenutni lokaciji v The Mall v Lahoreju v času britanskega kolonialnega obdobja, je največji muzej v Pakistanu, pa tudi eden najbolj obiskanih muzejev v Pakistanu.
Muzej hrani obsežno zbirko budistične umetnosti iz starodavnih indo-grških kraljestev in kraljestev Gandara. Ima tudi zbirke iz civilizacije doline Inda, Mogulskega cesarstva, Sikhskega imperija in Britansko indijskega imperija.
Muzej Lahore je skupaj s topom Zamzama, ki je neposredno pred stavbo, prizorišče uvodnega prizora v romanu Kim Rudyarda Kiplinga, čigar oče, John Lockwood Kipling, je bil eden od prvih muzejskih kustosov.

## Zgodovina
Muzej Lahore je bil prvotno ustanovljen v letih 1865–66 na mestu sedanje tržnice Tollinton – dvorane, zgrajene za pandžabsko razstavo leta 1864. Sedanja stavba je bila zgrajena kot spomin na zlati jubilej kraljice Viktorije leta 1887 in financirana s posebnim javnim skladom, zbranim ob tej priložnosti. Temeljni kamen novega muzeja je 3. februarja 1890 položil princ Albert Victor, vojvoda Clarence, vnuk kraljice Viktorije. Po končani gradnji leta 1894 je bila celotna muzejska zbirka prenesena v današnjo stavbo z novim imenom Jubilejni muzej.
Muzejska zbirka je bila leta 1894 prestavljena na sedanjo lokacijo v The Mall, v britanskem jedru Lahoreja. Sedanjo stavbo sta zasnovala Bhai Ram Singh in John Lockwood Kipling.
Oče Rudyarda Kiplinga, John Lockwood Kipling, je bil eden prvih kustosov muzeja, nasledil pa ga je K. N. Sitaram.
Leta 1948, kot del razdelitve Pandžaba, so bili artefakti muzeja razdeljeni med novonastali državi Pakistan in Indija, pri čemer je muzej obdržal približno 60 % svoje zbirke. Preostanek je bil dan Indiji in na koncu shranjen v vladnem muzeju in umetniški galeriji v Čandigarhu, zgrajeni posebej za ta namen.
Zlata leta muzeja štejejo od leta 1970 do 1990, ko je bil njegov direktor učenjak, arheolog in muzeolog dr. Saif-ur-Rehman Dar. Napisal je več knjig o muzeju, njegovo delo pa je dopolnilo delo B.A. Qureshi, ki je bil takrat predsednik sveta guvernerjev muzeja.
Po tem se je stanje muzeja poslabšalo zaradi pomanjkanja podpore za njegovo obnovo.
V muzeju Lahore je bilo leta 2005 registriranih več kot 250.000 obiskovalcev. Leta 2016 je to število padlo na 236.536, leta 2017 na 214.697, leta 2018 pa se je povečalo na 227.994. Leta 2016 in 2017 je bil med tujci najbolj priljubljen muzej v Pakistanu. Leta 2018 je padel na drugo mesto (s 3659 tujimi obiskovalci), zamenjal pa ga je muzej Taxila.

## Področje uporabe
Muzej prikazuje arheološko gradivo od bronaste dobe (Indska civilizacija) do srednjeveške dobe hindujskega obdobja Šahi in Mogulov. Ima eno največjih zbirk arheologije, zgodovine, umetnosti, likovne umetnosti, uporabne umetnosti, etnologije in obrtnih predmetov v Pakistanu. Ima tudi obsežno zbirko helenističnih in mogulskih kovancev. Obstaja tudi fotogalerija, posvečena nastanku Pakistana kot neodvisne države, Pakistan Movement Gallery.

## Zbirke
V muzeju so na ogled številne grško-budistične skulpture, mogulsko in pahari slikarstvo. Več kot 58.000 artefaktov naj bi bilo del te zbirke, le 14.000 pa jih je na ogled. Zbirka vsebuje tudi pomembne relikvije iz Indske civilizacije, Gandare in grško-baktrijskega obdobja. Posteči Buda iz obdobja Gandare je eden najbolj cenjenih in opevanih muzejskih predmetov.
Zbirka kovancev je sestavljena iz 38.000 redkih kovancev.

### Evolucija človeštva
Na stropu vhodne avle je prikazana Evolucija človeštva, velika freska, sestavljena iz 48 plošč (vsaka meri 1,8 x 2,4 m). Naslikal jo je pakistanski umetnik Sadekuain, ki jo je prvotno dokončal leta 1973. Zaradi vremenskih razmer in napadov termitov je freska v preteklih letih utrpela znatno škodo. Guverner Pandžaba je leta 2008 odobril nepovratna sredstva za začetek obnovitvenih del. Leta 2010 so jo podrli, leta 2012 pa so se začela obnovitvena dela. Do leta 2018 sta Uzma Usmani in Mumtaz Hussain obnovila 16 plošč.
Muzej vsebuje tudi odlične primerke mogulskega in sikhskega izrezljanega lesa in ima veliko zbirko slik iz britanskega obdobja. Zbirka vključuje tudi glasbila, starodavni nakit, tekstil, keramiko in orožarno ter nekaj tibetanskih in nepalskih del.
- Posteči Buda iz obdobja Gandara
- Miniaturna stupa iz obdobja Gandara
- Relikvije iz indo-grške dobe
- Gandarska Atena

## Knjiga
Knjigo Mostrovine muzeja v Lahoreju, ki jo je napisal Anjum Rehmani, je muzej izdal leta 1999 s finančno pomočjo Unesca. Nova izdaja je bila objavljena leta 2006.